# گرونینگن (مینه‌سوتا)
گرونینگن (به انگلیسی: Groningen) یک منطقهٔ مسکونی در ایالات متحده آمریکا است که در شهرستان پین، مینه‌سوتا واقع شده‌است. گرونینگن ۳۰ نفر جمعیت دارد و ۳۴۴٫۱۲ متر بالاتر از سطح دریا واقع شده‌است.